# 1949-es Giro d’Italia
Az 1949-es Giro d’Italia volt a 36. olasz kerékpáros körverseny. Május 21-én kezdődött és június 12-én ért véget. Végső győztes az olasz Fausto Coppi lett.

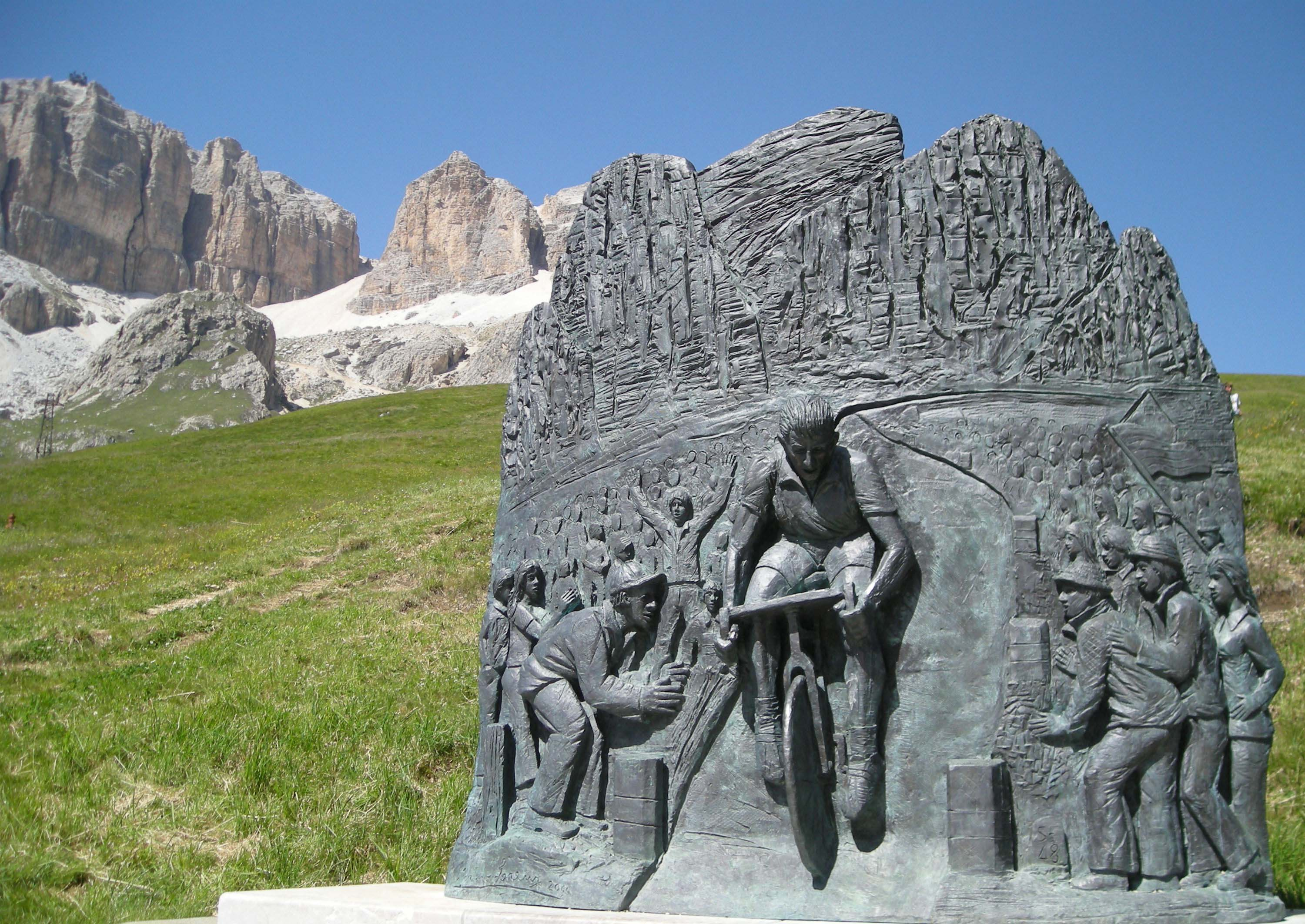
Fausto Coppi emlékműve

## Végeredmény
|    | Versenyző         | Idő            |
| -- | ----------------- | -------------- |
| 1  | Fausto Coppi      | 125 óra 25' 50 |
| 2  | Gino Bartali      | + 23' 47       |
| 3  | Giordano Cottur   | + 38' 27       |
| 4  | Adolfo Leoni      | + 39' 01       |
| 5  | Giancarlo Astrua  | + 39' 50       |
| 6  | Alfredo Martini   | + 48' 48       |
| 7  | Giulio Bresci     | + 49' 14       |
| 8  | Serafino Biagioni | + 53' 14       |
| 9  | Nedo Logli        | + 56' 59       |
| 10 | Silvio Pedroni    | + 1 óra 02' 10 |